# Fuerzas Armadas Revolucionarias (Argentina)
Las Fuerzas Armadas Revolucionarias (FAR) fueron una organización política armada de Argentina formada a finales de la década del 1960, y cuyo temprano ideal era entrenarse y unirse a las guerrillas rurales iniciadas por el Che Guevara en Bolivia. Sus miembros provenían mayoritariamente de una fractura producida en el interior de la Federación Juvenil Comunista (la «Fede») del Partido Comunista. Su ideología original de base era por lo tanto el marxismo-leninismo, pero con un aditamento latinoamericanista, inspirado en la prédica y accionar de este referente revolucionario.

## Comienzos
El grupo describe en una entrevista que fue creado después del golpe de Estado orquestado por Juan Carlos Onganía, como la idea de constituirse como grupo para practicar la lucha armada se da más o menos en la época en que desaparece el comandante Guevara de Cuba. Hablan de como el grupo comenzó como uno de cientos durante una etapa convulsa en la sociedad argentina, así como la influencia de la campaña del Che Guevara en Bolivia. El grupo muestra afinidad con los civiles que participaron durante el Cordobazo, y como esta revuelta se podría replicar en cualquier otra ciudad, con la esperanza de que desencadene
Entre sus primeros jefes y fundadores es imprescindible mencionar a Carlos Olmedo, reconocido como referente ideológico de la organización, muerto el 3 de noviembre de 1971, en lo que se dio en llamar "El combate de Ferreyra" (barrio industrial de Ferreyra en la ciudad de Córdoba).  De allí en adelante, y tomando asimismo influencias ideológicas y metodológicas de Tupamaros, conforman una organización político militar que incorpora cuadros rápidamente, orientada fundamentalmente a la lucha contra la dictadura militar de la autoproclamada Revolución Argentina.

## Primeras operaciones militares
Aunque el 26 de junio de 1969 las FAR incendian trece supermercados Minimax en Buenos Aires, en repudio a la visita de Nelson Rockefeller, esa operación no fue firmada por la organización, aunque sí reconocida poco tiempo después.
El 30 de julio de 1970, a las 13:00 h, un comando de las FAR copó la ciudad de Garín ―en la zona norte del Gran Buenos Aires―. Roberto Quieto participó en la planificación y ejecución del copamiento junto con Carlos Olmedo y Marcos Osatinsky, que permitió a la organización sustraer armas y dinero. La operación "Gabriela" incluyó el asalto a la sucursal del Banco Provincia de Buenos Aires y el copamiento de la oficina de ENTEL, la estación de ferrocarril y del destacamento de policía donde robaron armas. Duró en total unos 50 minutos, participaron alrededor de 50 guerrilleros -o 36 guerrilleros (12 mujeres y 24 hombres) según algunas versiones- que se replegaron  en cinco camionetas y tres autos previamente robados para esa acción. Durante el hecho asesinaron a un policía.
Este impactante operativo marcó el inicio de un despliegue considerable de las FAR, en tanto que les permitió lograr una expansión de medios materiales y nuevos adeptos que engrosaron sus filas. Participaron de ahí en más y durante los años siguientes de numerosos y resonantes atentados y secuestros extorsivos a empresarios y personalidades, algunos ejecutados conjuntamente con otras organizaciones armadas de izquierda como el Ejército Revolucionario del Pueblo. El grupo asaltó un banco del Ejército en la ciudad de Córdoba, robando al menos $15,000.00 el 29 de diciembre de 1970 Así mismo el grupo asaltó una serie de bancos en enero de 1971, sin dejar ningún miembro del grupo arrestado.

## Ataques sobresalientes y represión
El 1 de abril de 1971 el grupo atacó una subcomisaria ubicada en Villa Elvira, en la provincia de Buenos Aires, donde hurtaron 4 pistolas Browning Hi-Power, calibre 9 mm., una escopeta calibre 16, un revólver calibre 22, municiones, uniformes, correajes y otros elementos útiles para su campaña.
El 29 de abril de 1971 una treintena de integrantes de las FAR al mando de Juan Pablo Maestre roban en las cercanías de Pilar las armas que transportaba un camión militar y en el transcurso del hecho matan al teniente Mario César Asúa y dejan parapléjico al soldado conscripto Hugo Alberto Vacca.
El 2 de julio de ese año, en la provincia de San Juan, fueron secuestrados los exintegrantes de las FAR Marcelo Verd y su esposa Sara Palacios, quienes hacia fines de 1970 se habían separado de las FAR y se radicaron en San Juan, según el parecer de los militantes debido a que Verd rechazaba su nueva orientación que, a diferencia de la del ELN, privilegiaba la lucha nacional y se acercaba progresivamente al peronismo. Los mismos, que permanecen desaparecidos, bajo tortura, dan el paradero de Quieto (que fortuitamente logra 'legalizar' su detención cuando se intenta secuestrarlo unos días después). El 13 de julio de 1971 cuando los militantes Juan Pablo Maestre y su esposa Mirta Misetich –que estaban en la clandestinidad- salían de la casa de los padres de Mirta en Buenos Aires fueron interceptados por un grupo armado. Maestre recibió dos balazos al intentar huir y Mirta logró pedir socorro antes de que fueran introducidos en el coche. Ese mismo día concurrieron al lugar policías que hicieron limpiar la sangre pero no iniciaron sumario sobre lo sucedido. Al día siguiente apareció en un zanjón el cadáver de Maestre en tanto Mirta continúa desaparecida.
El 1 de julio de 1972 el grupo asesinó en una emboscada con fusiles FN FAL y subfusiles PAM al General Juan Carlos Sánchez durante una operación en conjunto con el ERP, esto en la ciudad de Rosario. En el atentado murió también Elcira Cucco de Araya, que atendía un quiosco de diarios y revistas en la esquina de Alvear y Córdoba. El grupo con este ataque anunció un aumento de sus operaciones donde proyectaban una rebelión popular, (en caso de perder en las urnas) llegando a una guerra civil que la describen como "la segunda independencia", proyecto que nunca se concretó. El grupo también fue muy optimista con las elecciones de marzo de 1973, describiéndolo como el "triunfo del pueblo", pero aun así exigían la liberación, mediante la anmistía y el indulto, de todos los combatientes y presos políticos, disolución del ejército, mejores condiciones para los trabajadores y obreros, "recuperación de todos los resortes básicos de la economía nacional, actualmente en manos de los monopolios, desde un punto de vista peronista" y defender al país de la amenaza antiimperialista.
El 22 de enero de 1973 fueron asesinados por las FAR Julián Moreno, dirigente gremial de la UOM y su chofer, que conducía un Ford Falcon Argentino Deheza, esto en la ciudad de Avellaneda, Buenos Aires. Una hora antes, Moreno había salido de su casa en Avellaneda para ir al trabajo. Según testigos, desde las 7:00 un Fiat 1600 estaba estacionado esperando con tres hombres y una mujer. Al acercarse el auto de Moreno, a unos 100 metros de distancia, los terroristas bajaron de su auto y se subieron a una camioneta. Allí arrancaron, siguieron al auto del sindicalista y lo embistieron. La mujer bajó de su camioneta, se acercó rápidamente a Moreno y Deheza y los acribilló. Un compañero disparaba con un revólver desde el auto. Rápidamente los atacantes escaparon. Contra las FAR comenzó a aplicarse la metodología de desaparición de personas con participación de terrorismo de Estado, el asesinato extrajudicial de guerrilleros, poniéndose a punto la metodología –incluyendo “zona liberada”– que habría de ser utilizada sistemáticamente a partir del golpe de Estado del 1976.

## Unificación con Montoneros
En ese tiempo fueron definiéndose políticamente más cercanos al Peronismo Revolucionario y Montoneros. Desde principios de 1972, y sobre todo en los meses previos y posteriores a los hechos conocidos como la Masacre de Trelew, estas dos organizaciones armadas debatían su unificación. A pesar de tener diferencias ideológicas con otros grupos, supo mantener su margen para evitar confrontaciones, pero llegó a pulir asperezas, colaborando con otros grupos de tendencia marxista, incluso homenajeando a militantes asesinados. Además se pronuncian ante otros guerrilleros víctimas de la represión tales como Juan Pablo Maestre y Enrique Grynberg.
El 12 de octubre de 1973, Montoneros y FAR anuncian su fusión definitiva, actuando en adelante bajo el nombre unificador de la primera. Los principales dirigentes de FAR tales como Marcos Osatinsky (Lucio), Roberto Quieto (Negro), Julio Roqué (Lino, Mateo o Martín), entre otros, pasaron a ocupar cargos de mando en Montoneros, obteniendo un poco de experiencia de estos militantes.